# 貝
貝 (coquillage) est un kanji composé de 7 traits et fondé sur 貝. Il fait partie des kyōiku kanji de 1re année.
Il se lit バイ (bai) en lecture on et かい (kai) en lecture kun.
Son caractère Unicode est 8C9D.

## Exemples
- 貝殻 (kaigara) : coquille, coquillage.
- 貝類 (kairui) : les coquillages.
- 貝塚 (kaizuka) : amas de coquillage.